# Noel Hogan
Pour les articles homonymes, voir Hogan.
Noel Hogan, né le 25 décembre 1971 à Moyross (en) (Limerick), est un guitariste et compositeur de musique irlandais. Il est le guitariste et le cocompositeur du groupe The Cranberries.
Hogan a sorti un album solo sous le pseudonyme « Mono Band » le 20 mai 2005.